# John Verhoogen
John Verhoogen (* als Jean Verhoogen 1. Februar 1912 in Brüssel; † 8. November 1993) war ein belgisch-US-amerikanischer Geologe und Geophysiker.
Verhoogen erkrankte mit 17 Jahren an Polio, was ihn auch im späteren Leben beeinträchtigte. Trotzdem studierte er Bergbau an der Universität Brüssel (Abschluss 1933) und Ingenieurgeologie an der Universität Lüttich (Abschluss 1934). Danach ging er in die USA, wo er an der University of California, Berkeley, bei Howel Williams studierte. 1937 wurde er an der Stanford University in Geologie promoviert. Danach ging er wieder an die Universität Brüssel und war ab Ende der 1930er Jahre und im Zweiten Weltkrieg im Kongo, wo er den Vulkan Nyamuragira studierte und nach Rohstoffen explorierte. Ab 1947 war er an der University of California, Berkeley, wo er Professor wurde und bis zu seiner Emeritierung 1976 blieb.
Er war ein früher Anhänger der Plattentektonik (nach eigenen Aussagen weil sein Professor in Brüssel Paul Fourmarier ein vehementer Gegner der Plattentektonik war). In den 1950er Jahren war er für den Ausbau der Forschung in Geochronologie mit Isotopen und Paläomagnetismus in Berkeley verantwortlich. Er schrieb ein einflussreiches Lehrbuch über Petrologie. Bekannt ist er durch die Entwicklung einer Theorie der Thermodynamik der Entstehung von Gesteinen und Anwendung der Thermodynamik auf Vorgänge in Erdmantel und Kruste (Konvektion).
Er war Mitglied der American Academy of Arts and Sciences (1970), der National Academy of Sciences, der Royal Astronomical Society (1950) sowie Fellow der American Geophysical Union und der Geological Society of America. 1978 erhielt er den Arthur-L.-Day-Preis und er erhielt 1958 die Arthur L. Day Medal. Er war zweimal Guggenheim Fellow und erhielt die Dumont Medaille der belgischen geologischen Gesellschaft. Von 1951 bis 1954 war er Vizepräsident der International Association of Volcanology and Chemistry of the Earth’s Interior.
Verhoogen war mit der Österreicherin Ilse Goldenschmidt verheiratet und hatte vier Kinder. Zu seinen Doktoranden zählten Allan V. Cox und Richard Doell, deren bei Verhoogen begonnene paläomagnetische Arbeiten wesentlich im Nachweis der Plattentektonik Mitte der 1960er Jahre wurden.

## Schriften
- The Earth. Holt, Rinehart and Winston, 1970.
- mit Francis John Turner  Igneous and Metamorphic Petrology. McGraw Hill 1951.
  - Neuauflage mit Ian S. E. Carmichael: Igneous Petrology. 1974.
- Energetics of the Earth. Arthur L. Day Lecture, National Academy of Sciences Press 1980.